# Europsko prvenstvo u košarci – Jugoslavija 1961.
Europsko prvenstvo u košarci 1961. godine održalo se u Beogradu od 29. travnja do 8. svibnja 1961. godine.
Hrvatski igrači koji su igrali za reprezentaciju Jugoslavije: Nemanja Đurić, Zvonko Petričević i Željko Troskot.